# Lophiostoma fibritectum
Lophiostoma fibritectum är en svampart som först beskrevs av Miles Joseph Berkeley, och fick sitt nu gällande namn av Ces. & De Not. 1863. Lophiostoma fibritectum ingår i släktet Lophiostoma och familjen Lophiostomataceae.   Inga underarter finns listade i Catalogue of Life.